# Byron Donalds
Byron Lowell Edwards (Brooklyn, 28 de outubro de 1978) é um político e empresário norte-americano e membro Câmara dos Representantes dos Estados Unidos pelo 19º distrito congressional da Flórida.